# Gus Dahlström
Gustav Adolf "Gus" Dahlström, född 6 november 1906 i Järvsö, Gävleborgs län (Hälsingland), död 25 december 1989 i Haninge, Stockholms län, var en svensk skådespelare, komiker, kompositör och textförfattare.

## Biografi
Gus Dahlström växte upp på Båtbacken i Nor utanför Järvsö, där hans far var anställd som bokhållare vid Båtbackens ångsåg. Själv hade han drömmar om att bli ingenjör, men ekonomin tillät inga studier och i stället började han arbeta på fabrik. Redan i unga år började han sin artistkarriär. Han var en skicklig dragspelare och bildade en egen orkester Järvsö-Gustavs trio. Efter en period som anställd vid ASEA i Västerås kom han till Stockholm där han började framträda som dragspelare i olika sammanhang. År 1929 debuterade han på Nalen tillsammans med batteristen Holger Höglund. Tillsammans bildade de komikerduon "Bror min och jag" och kom att samarbeta i flera decennier. De framträdde i amatörrevyer på Bellevue och engagerades 1943 till Casinorevyn.
Dahlström filmdebuterade 1942 i Olycksfågeln nr 13, och han medverkade sedan i en lång rad filmer. Han blev särskilt förknippad med rollen som den timide 91:an Karlsson i fyra filmer 1946–1953. På äldre dar fick han även tillfällen att spela seriösa karaktärsroller – bland annat Vem älskar Yngve Frej 1973 och Mannen på taket 1976. 
Gus Dahlström var en säregen komiker och hans mimik, sävlighet och något fördröjda replikföring blev hans signum. Han arbetade på de flesta privatteatrar i Stockholm och fanns med när Casinogänget gjorde comeback på Intiman 1973. Hans sketch Hålet i gatan blev mycket känd. En annan uppmärksammad rollgestaltning är som Anton Tideman i farsen Spanska flugan på Vasan 1981-1983.
Vid sidan av skådespeleriet var Dahlström uppfinnare; han uppfann bland annat hjälpmedel för personer med funktionsnedsättning.
Han tilldelades Sällskapet Stallbrödernas pris Revyräven 1985 på Gröna Lund.
Gus Dahlström begravdes den 22 januari 1990 i Kungsholms kyrka och är gravsatt på Norra begravningsplatsen utanför Stockholm.

## Filmografi
- 1942 – Olycksfågeln nr 13
- 1945 – Rattens musketörer
- 1945 – 13 stolar
- 1946 – Kris
- 1946 – 91:an Karlsson. "Hela Sveriges lilla beväringsman"
- 1947 – Kronblom
- 1947 – 91:an Karlssons permis
- 1949 – Bohus Bataljon
- 1950 – Stjärnsmäll i Frukostklubben
- 1950 – Påhittiga Johansson
- 1951 – 91 Karlssons bravader
- 1951 – Det var en gång en sjöman
- 1952 – 69:an, sergeanten och jag
- 1952 – Oppåt med Gröna Hissen
- 1953 – Alla tiders 91 Karlsson
- 1953 – Fartfeber
- 1953 – Bror min och jag
- 1954 – Skrattbomben
- 1955 – Flottans muntergökar
- 1955 – Bröderna Östermans bravader
- 1958 – Åsa-Nisse i kronans kläder
- 1965 – Åsa-Nisse slår till
- 1966 – Åsa-Nisse i raketform
- 1967 – Drra på – kul grej på väg till Götet
- 1967 – Åsa-Nisse i agentform
- 1968 – Åsa-Nisse och den stora kalabaliken
- 1968 – Pappa varför är du arg – du gjorde likadant själv när du var ung
- 1968 – Freddy klarar biffen
- 1968 – I huvet på en gammal gubbe
- 1971 – Dagmars heta trosor
- 1971 – Emil i Lönneberga
- 1971 – Äppelkriget
- 1972 – Anderssonskans Kalle
- 1973 – Vem älskar Yngve Frej
- 1973 – Smutsiga fingrar
- 1973 – Bröllopet
- 1973 – Anderssonskans Kalle i busform
- 1975 – Kom till Casino
- 1976 – Mannen på taket
- 1976 – Drömmen om Amerika
- 1981 – Sopor
- 1982 – Fanny och Alexander
- 1984 – Rosen

### TV-produktioner
- 1974 - Albert & Herbert
- 1977 – Tjejerna gör uppror (TV-serie)
- 1980 - Mörker och blåbärsris
- 1981 - Stipendiet
- 1981 - Victor eller När barnen tar makten
- 1983 - Spanarna
- 1983 - Spanska flugan

### Filmmanus
- 1953 - Bror min och jag
- 1953 - Åsa-Nisse på semester

## Teater

### Roller (ej komplett)
| År   | Roll        | Produktion                                                    | Regi                        | Teater                 |
| ---- | ----------- | ------------------------------------------------------------- | --------------------------- | ---------------------- |
| 1943 | Medverkande | Sista skriket, revy Stig Bergendorff och Gösta Bernhard       | Inga Hodell                 | Casinoteatern          |
| 1945 | Medverkande | Galopperande hickan, revy Stig Bergendorff och Gösta Bernhard | Gösta Terserus              | Casinoteatern          |
| 1950 | Medverkande | Komik på liten gata, revy Nils Perne och Sven Paddock         | Sven Paddock                | Scalateatern           |
| 1951 | Medverkande | Drömtolvan, revy Stig Bergendorff och Gösta Bernhard          | Gösta Terserus              | Casinoteatern          |
| 1952 | Medverkande | Anderssons sagor, revy Stig Bergendorff och Gösta Bernhard    | Gösta Terserus              | Casinoteatern          |
| 1953 | Medverkande | Djuprevyn 2 meter, revy Povel Ramel och Yngve Gamlin          | Egon Larsson                | Idéonteatern           |
| 1959 | Medverkande | Oh, revy Stig Bergendorff och Gösta Bernhard                  | Gösta Bernhard              | Casinoteatern          |
| 1961 | Medverkande | Crazy på burk, revy Stig Bergendorff och Gösta Bernhard       | Gösta Bernhard              | Casinoteatern          |
| 1961 | Medverkande | TV-revyn 16 tummar, revy Stig Bergendorff och Gösta Bernhard  | Gösta Bernhard Sven Paddock | Casinoteatern          |
| 1965 | Budet       | Barfota i parken Barefoot in the Park Neil Simon              | Per Gerhard                 | Vasateatern            |
| 1966 | Medverkande | Nya Wermländingarne Sandro Key-Åberg                          | Christian Lund              | Stockholms stadsteater |
| 1968 | Gus         | Jaktscener Martin Sperr                                       | Ernst Günther               | Stockholms stadsteater |
| 1981 | Tideman     | Spanska flugan Franz Arnold och Ernst Bach                    | Per Gerhard                 | Vasateatern            |